# Henotikonski edikt
Henotikonski edikt (grčki: ἑνωτικόν, henōtikón "čin ujedinjenja") bio je kršćanski dokument koji je, na nagovor ekumenskog patrijarha Konstantinopola Akacija, izdao bizantski car Zenon 482. godine, a sve u neuspjelom pokušaju pomirenja razlika među pristalicama odluka kalcedonskog sabora i njihovih protivnika. Nakon toga je uslijedilo razdoblje koje je nazvano Akacijeva šizma.

## Povijest
451. godine, na Kalcedonskom saboru su razriješene kršćanske nesuglasice kojom prilikom je osuđen monofizitizam, koji je podržavao konstantinopolski arhimandrit Eutih, kao i nestorijanizam. Međutim, veliki dijelovi Istočnog rimskog Carstva, osobito u Egiptu, ali i u Palestini i Siriji, podržavali su monofizitske ili one, još strože, miafizitske stavove. Kako bi obnovio jedinstvo, konstantinopolski patrijarh, Akacije, osmislio je irenističku formulu tj. pokušaj ujedinjenja kršćanskih apologetskih sustava pomoću razuma kao bitnog atributa; formulu kojom se postavlja Jedinstvo iznad Istine. Car car Zenon ju je objavio pod nazivom Henotikonski edikt, ali bez suglasnosti rimskog Biskupa ili biskupske sinode. Henotikonskim ediktom je podržana kalcedonska osuda Eutiha i Nestorija te izričito prihvaćeno svih dvanaest anatema (kletvi) protiv Nestorija koje je sastavio aleksandrijski patrijarh Ćiril, ali je istim Ediktom zaobiđeno davanje bilo kakve konačne izjave o tome je li Krist imao jednu ili dvije naravi, te na taj način pokušavajući pomiriti dvije strane u sporu.
Taj čin nije uspio zadovoljiti niti jednu stranu. Posljedično, iako je patrijarh Antiohije Flavijan II. bio prisiljen prihvatiti Henotikon, obadvije su strane napadale cara koji je otvoreno propisivao crkvenu doktrinu. Kad je patrijarh Aleksandrije Ivan I. Talaia odbio taj dokument, car ga je svrgnuo, a umjesto njega priznao miafizita Petera Mongosa, koji je prihvatio Henotikon. Međutim, ostali monofizici su ga napustili i od tada su bili prozvani "Akefalosi" (tj. bezglavi), jer su izgubili vođu pa su tako ostali obezglavljeni. Nakon dvije godine Akacijevog pretvaranja i odugovlačenja, rimski papa Feliks III. je osudio njegov čin i ekskuminicirao ga (484.), što je u velikoj mjeri bilo zanemareno u Konstantinopolu, pa čak i nakon smrti Akacija 489. godine.
Zenon je umro 491. godine a njegov nasljednik Anastazije I. koji je i sam bio naklonjen monofizitima, je prihvatio Henotikonski edikt. Međutim, pošto je Anastazijevo stajalište bilo u suprotnosti s pretežito kalcedonskom populacijom u Konstantinopolu, kalcedonski general Vitalian, ga je pokušao svrgnuti 514. godine, u čemu nije uspio. Anastazije je tada pokušao prevazići šizmu s papom Hormizidom, ali to mu nije uspjelo jer je odbio priznati ekskomunikaciju, već tada pokojnog Akacija. Vitalijan je i po drugi put pokušao svrgnuti cara, ali uzaludno jer su ga pobijedili carevi lojalni časnici.

## Kraj raskola
Šizma uzrokovana Henotikonom službeno je razriješena 28. ožujka 519. godine kada je car Justin I. priznao ekskomunikaciju Akacija te ponovno ujedinjenje crkava. Međutim, tadašnji patrijarsi Aleksandrije i Antiohije su ostali pri stajalištu miafizitizma, tako da su njihove zajednice odvojile i ostale poznate u modernim vremenima kao Orijentalne pravoslavne Crkve. U nadolazećim vremenima, ništa se nije postiglo kako bi se prevazišao rastući raskol između crkava Konstantinopola i Rima, što će stoljećima kasnije dovesti do Velike šizme 1054. godine.

## Vanjske poveznice
- Henotikon in the Catholic Encyclopedia
- The Encyclopedia of Ancient History